# Dalsingh Sarai
Dalsingh Sarai är en ort i Indien.   Den ligger i distriktet Samastīpur och delstaten Bihar, i den nordöstra delen av landet, 900 km öster om huvudstaden New Delhi. Dalsingh Sarai ligger 52 meter över havet och antalet invånare är 21 611.
Terrängen runt Dalsingh Sarai är mycket platt. Runt Dalsingh Sarai är det mycket tätbefolkat, med 1 632 invånare per kvadratkilometer. Dalsingh Sarai är det största samhället i trakten. Trakten runt Dalsingh Sarai består till största delen av jordbruksmark.